# Nógrádkövesd
Nógrádkövesd es un pueblo ubicado en el condado de Nógrád, Hungría.

## Superficie
Posee una superficie de 8,99 kilómetros cuadrados.

## Demografía
Hasta 2021 la población era de 675 habitantes, con una densidad de población de 75,08 habitantes por kilómetro cuadrado.